# Gaswerke-Verwaltung (Hannover)

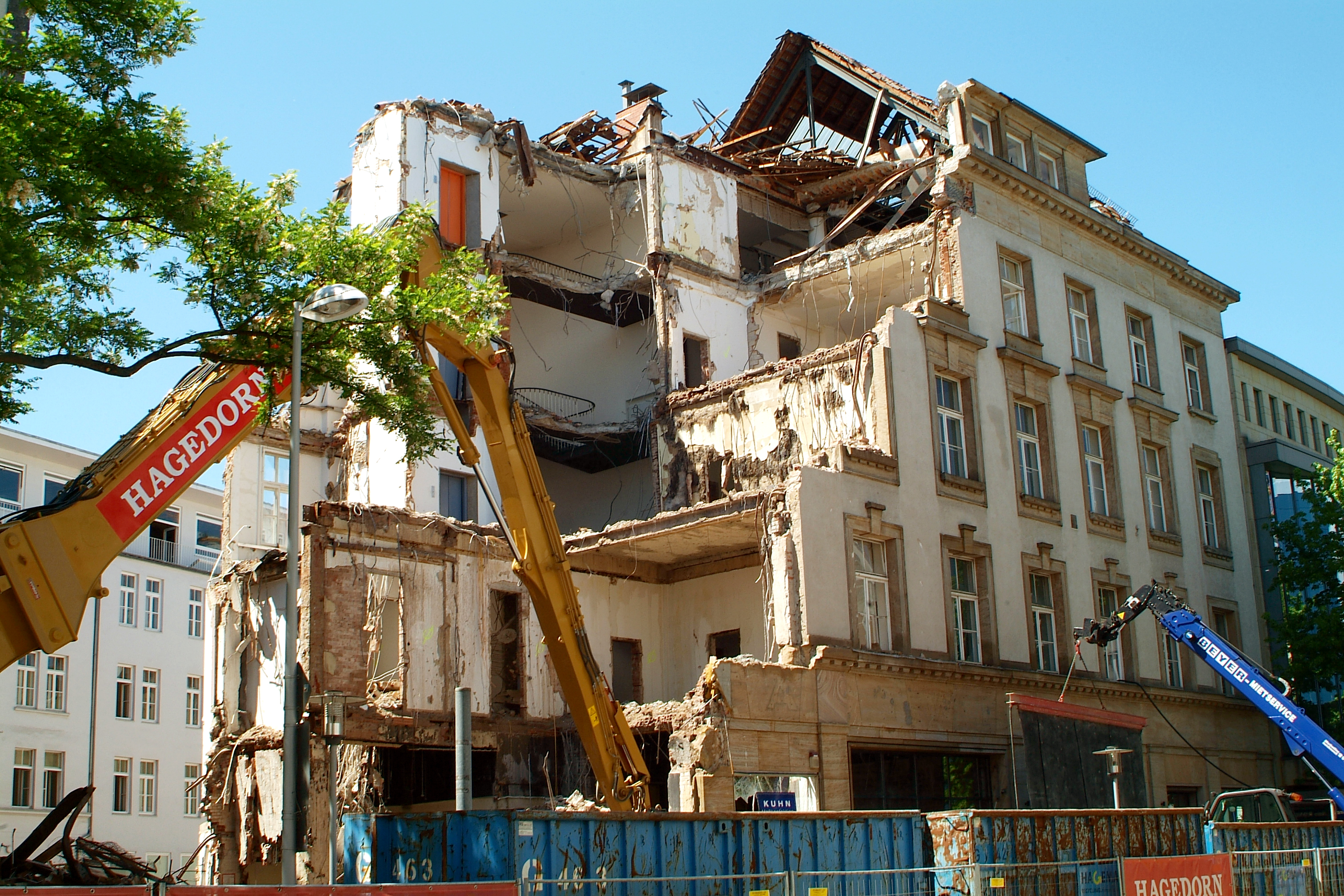
Abriss des bis dahin unzerstörten Gebäudes im Mai 2012

Der ehemalige Sitz der Gaswerke-Verwaltung in Hannover war eines der letzten Gebäude im Gebiet der östlichen Altstadt, die die Luftangriffe auf Hannover im Zweiten Weltkrieg überstanden hatten. Das repräsentative Gebäude am Standort Osterstraße 31 im Stadtteil Mitte wurde trotz Kritik von (Bau-)Historikern im Mai 2012 abgerissen, um Platz für einen Neubau zu schaffen.

## Geschichte
Das Gebäude mit der Sandstein-Fassade  wurde für die Verwaltung der städtischen Gaswerke errichtet. Die Pläne stammten von dem hannoverschen Architekten Wilhelm Mackensen. Einer der letzten Mieter des Gebäudes war das Herren-Konfektionsgeschäft Kuhn, das vor dem Abriss in die Osterstraße 51 umzog.
Das städtische Denkmalschutzamt hatte keine Einwände gegen den Abbruch; zudem brauchte die Stadt die Einnahmen aus dem Verkaufserlös der Flächen. Nun soll nach Plänen des hannoverschen Projektentwicklers Peter Bertram und des Berliner Architektenbüros Kleihues + Kleihues, das auch den Umbau des Kröpcke-Centers verantwortet, ein Neubau entstehen: An der Stelle des alten Hauses und des in der Röselerstraße angrenzenden Verwaltungsbaus aus den 1950er Jahren – beide befanden sich in städtischem Besitz – soll bis Herbst 2013 ein geschwungenes Gebäude mit rund 11.000 Quadratmetern Nutzfläche entstehen. Hauptmieter des auf 55 Millionen Euro veranschlagten Neubaus wird die Deutsche Hypo, eine Tochter der Nord/LB. In den unteren Etagen sollen Läden entstehen; auch Kuhn will dann dort wieder einziehen.
Unter Bauhistorikern gilt der Abriss als Frevel; sowohl der emeritierte Architekturprofessor Günther Kokkelink als auch der Bauhistoriker Sid Auffarth prangerten die Abrisspläne an. In diesem Bereich der Innenstadt sind laut dem HAZ-Journalisten Conrad von Meding „aus der Vorkriegszeit […] nur noch wenige Gebäude vorhanden, die eine derart schöne Fassade aufweisen“. So war etwa das „Kaufhaus zum Stern“ von Elsbach & Frank (Osterstraße / Große Packhofstraße) das einzige in der Stadt, das die Fliegerbomben des Krieges relativ schadlos überstanden hatte; das Gebäude wurde 1988 restauriert. An alten Gebäuden in der Osterstraße findet sich außerdem noch die Aegidienkirche – ihre Ruine dient heute als Mahnmal für die Opfer von Kriegen und Gewalt.